# Olympische Sommerspiele 1972/Ringen – Freistil Schwergewicht (Männer)
Das Freistilringen der Männer in der Klasse bis 100 kg bei den Olympischen Sommerspielen 1972 wurde vom 27. bis 31. August in der Ringer-Judo-Halle auf dem Messegelände Theresienhöhe ausgetragen.

## Wettkampfformat
Die Kampfzeit war auf drei Mal drei Minuten beschränkt. Ein Ringer blieb solange im Turnier, bis er mit sechs Minuspunkten belastet war. Sobald nur noch zwei oder drei Athleten übrig waren, wurde eine Finalrunde um die Medaillen ausgetragen.
Minuspunkte wurden wie folgt verteilt:
- 0,5: Sieg durch technische Überlegenheit
- 1: Sieg nach Punkten
- 2: Unentschieden
- 2,5: Unentschieden, Passivität
- 3: Niederlage nach Punkten
- 3,5: Niederlage durch technische Überlegenheit des Gegners
- 4:  Niederlage durch Schultersieg des Gegners, Passivität, Verletzung

## Ergebnisse
Legende
- MPG – Minuspunkte Gesamt
- MPK – Minuspunkte in diesem Kampf

### Runde 1
| MPG | MPK |                        | Zeit |                | MPK | MPG |
| --- | --- | ---------------------- | ---- | -------------- | --- | --- |
| 1   | 1   | Wassil Todorow         |      | Gerd Bachmann  | 3   | 3   |
| 0   | 0   | Iwan Jarygin           | 0:27 | Bruno Jutzeler | 4   | 4   |
| 4   | 4   | Shizuo Yada            | 1:24 | Harry Geris    | 0   | 0   |
| 0   | 0   | Enache Panait          | 5:08 | Robert N’Diaye | 4   | 4   |
| 1   | 1   | Abolfazl Anvari        |      | Karel Engel    | 3   | 3   |
| 1   | 1   | Chorloogiin Bajanmönch |      | Alfons Hecher  | 3   | 3   |
| 3   | 3   | Henk Schenk            |      | József Csatári | 1   | 1   |
| 1   | 1   | Ryszard Długosz        |      | Julio Tamussin | 3   | 3   |
| 0   |     | Kazım Yıldırım         |      | Freilos        |     |     |

### Runde 2
| MPG | MPK |                | Zeit |                        | MPK | MPG |
| --- | --- | -------------- | ---- | ---------------------- | --- | --- |
| 4   | 4   | Kazım Yıldırım | 0:00 | Wassil Todorow         | 0   | 1   |
| 7   | 4   | Gerd Bachmann  | 2:11 | Iwan Jarygin           | 0   | 0   |
| 4   | 0   | Bruno Jutzeler | 4:20 | Shizuo Yada            | 4   | 8   |
| 3   | 3   | Harry Geris    |      | Enache Panait          | 1   | 1   |
| 8   | 4   | Robert N’Diaye | 2:09 | Abolfazl Anvari        | 0   | 1   |
| 7   | 4   | Karel Engel    | 1:32 | Chorloogiin Bajanmönch | 0   | 1   |
| 4   | 1   | Alfons Hecher  |      | Henk Schenk            | 3   | 6   |
| 1   | 0   | József Csatári | 8:28 | Ryszard Długosz        | 4   | 5   |
| 3   |     | Julio Tamussin |      | Freilos                |     |     |

### Runde 3
| MPG | MPK |                 | Zeit |                        | MPK | MPG |
| --- | --- | --------------- | ---- | ---------------------- | --- | --- |
| 6,5 | 3,5 | Julio Tamussin  |      | Wassil Todorow         | 0,5 | 1,5 |
| 0   | 0   | Iwan Jarygin    | 2:20 | Harry Geris            | 4   | 7   |
| 8   | 4   | Bruno Jutzeler  | 7:42 | Enache Panait          | 0   | 1   |
| 5   | 4   | Abolfazl Anvari | 2:04 | Chorloogiin Bajanmönch | 0   | 1   |
| 7   | 3   | Alfons Hecher   |      | József Csatári         | 1   | 2   |
| 5   |     | Ryszard Długosz |      | Freilos                |     |     |
| 4   |     | Kazım Yıldırım  |      | DNS                    |     |     |

### Runde 4
| MPG | MPK |                 | Zeit |                        | MPK | MPG |
| --- | --- | --------------- | ---- | ---------------------- | --- | --- |
| 7   | 2   | Ryszard Długosz |      | Wassil Todorow         | 2   | 3,5 |
| 0   | 0   | Iwan Jarygin    | 2:58 | Abolfazl Anvari        | 4   | 9   |
| 5   | 4   | Enache Panait   | 4:27 | Chorloogiin Bajanmönch | 0   | 1   |
| 2   |     | József Csatári  |      | Freilos                |     |     |

### Runde 5
| MPG | MPK |                        | Zeit |                | MPK | MPG |
| --- | --- | ---------------------- | ---- | -------------- | --- | --- |
| 2   | 0   | József Csatári         | 8:56 | Wassil Todorow | 4   | 7,5 |
| 0   | 0   | Iwan Jarygin           | 1:47 | Enache Panait  | 4   | 9   |
| 1   |     | Chorloogiin Bajanmönch |      | Freilos        |     |     |

### Finalrunde
| MPG | MPK |                        | Zeit |                        | MPK | MPG |
| --- | --- | ---------------------- | ---- | ---------------------- | --- | --- |
|     | 1   | Chorloogiin Bajanmönch |      | József Csatári         | 3   |     |
|     | 0   | Iwan Jarygin           | 5:21 | Chorloogiin Bajanmönch | 4   | 5   |
| 7   | 4   | József Csatári         | 2:04 | Iwan Jarygin           | 0   | 0   |